# بازارتو
بازارتو (به لاتین: Bazartu) یک منطقهٔ مسکونی در افغانستان است که در ولایت بادغیس واقع شده‌است.